# Dorfkirche Wollin (Randowtal)

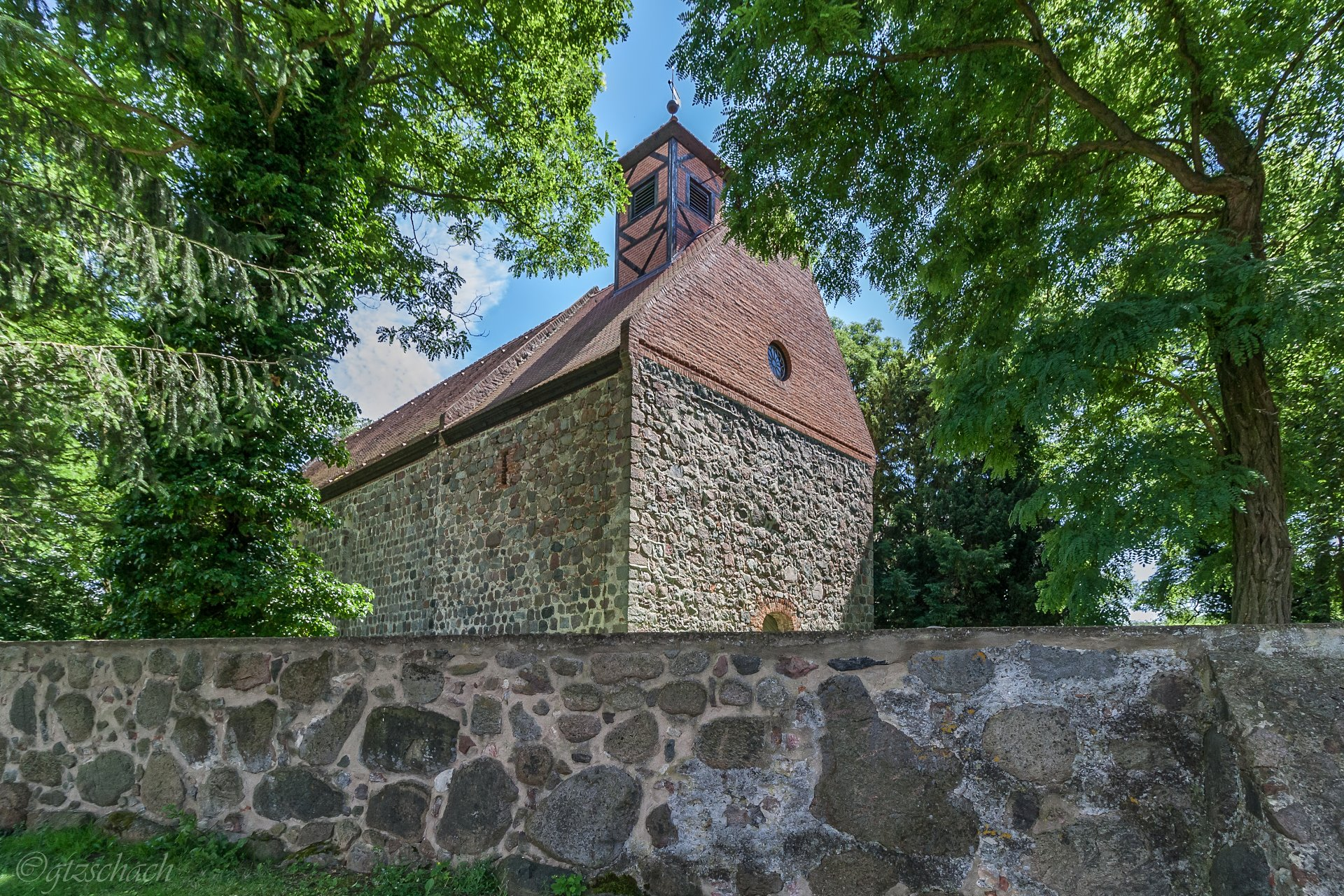
Dorfkirche in Wollin

Die evangelische Dorfkirche Wollin ist eine Saalkirche in Wollin, einem Wohnplatz der Gemeinde Randowtal im brandenburgischen Landkreis Uckermark. Sie gehört zum Pfarrsprengel Drense im Kirchenkreis Uckermark der Evangelischen Kirche Berlin-Brandenburg-schlesische Oberlausitz. Das Gebäude steht unter Denkmalschutz.

## Baubeschreibung
Es handelt sich um eine rechteckige Feldsteinkirche aus der zweiten Hälfte des 13. Jahrhunderts. Ein schiffsbreiter Westturm wurde im 18. Jahrhundert angefügt. Sein Fachwerkaufsatz wurde 1988 abgetragen; 1995/96 erfolgte eine Restaurierung der Kirche. Das zweifach gestufte ehemalige Westportal befindet sich im Turmraum. Im westlichen Backsteingiebel gibt es ein Rundfenster. Eines der beiden Südportale ist vermauert, und vor dem anderen befindet sich eine kleine neuere Vorhalle. Einige der Fenster wurden nach unten verlängert. In der Ostwand gibt es eine gestaffelte Dreifenstergruppe, und im Giebel sind drei Blenden mit Backsteinabschlüssen zu finden. 
Im Innern, das von einer Balkendecke überspannt wird, gibt es eine Westempore. Auf dem Altar befindet sich eine qualitativ hochwertige, theatralisch bewegte hölzerne Kreuzigungsgruppe vom ehemaligen Altaraufsatz, die aus dem 18. Jahrhundert stammt. Die ebenfalls aus Holz gefertigte Kanzel entstand im Jahr 1710; der polygonale Korb zeigt sich mit gedrehten Säulen. Auf einem Grabstein für Pastor Johann Samuel Neander (1667–1727) sind eine Krone haltende Putten im Relief dargestellt.